# Karśnicki (herb szlachecki)

herb Karśnicki hrabia wg Gajla

Karśnicki hrabia (cz. Leliwa, cz. Jastrzębiec odm.) – polski herb hrabiowski, nadany w zaborze austriackim.

## Opis herbu
Poniższy opis stworzono zgodnie z klasycznymi zasadami blazonowania, na podstawie oryginalnego nadania herbu:
Tarcza dzielona w krzyż z polem sercowym. W polu sercowym, błękitnym, dwie trąby złote złączone wylotami, między którymi takiż krzyż kawalerski (jakby zniekształcony Jastrzębiec, albo Leliwa); w polu I, dwudzielnym w skos lewy, w polu górnym, na belce srebrnej gałązka zielona z jednym dolnym liściem srebrnym; pole dolne srebrne; w polu II, czerwonym, topór srebrny o stylisku brunatnym (Topór); w polu III, czerwonym, półksiężyc na opak srebrny z takimiż strzałami zaćwieczonymi, w wachlarz (Kozieł II); w polu IV, złotym, głowa żubrza szara (Wieniawa). Nad koroną hrabiowską trzy hełmy ukoronowane: w pierwszym kawka czarna, w drugim dwa listki: biały i czerwony, każdy z różą barwy przeciwnej na końcu; w trzecim topór ostrzem prosto. Labry boczne czerwone podbite srebrem, środkowe błękitne podbite złotem.
Juliusz Karol Ostrowski blazonuje herb nieco inaczej. U niego dwa listki w polu I są srebrne i czerwone, na księżycu w polu III jest trójząb, głowa żubra w polu IV jest brunatna, w klejnocie jest gołąb.

## Najwcześniejsze wzmianki
Herb nadany został 23 czerwca 1821 (dyplom z 17 listopada 1825) przez cesarza austriackiego Franciszka I wraz z dziedzicznym tytułem hrabiego Antoniemu Karsznickiemu, podkomorzemu austriackiemu, rotmistrzowi i szambelanowi, członkowi stanów galicyjskich.

## Symbolika
Według Górzyńskiego, pierwsze pole herbu najprawdopodobniej odnosi się do zasług autora na polu literatury. Pozostałe pola należy odczytywać jako nawiązanie do genealogii obdarowanego. Jednakże nie została jak dotąd ustalona pewna genealogia Antoniego. Być może jego babka, Elżbieta Paczyńska, była herbu Topór. Nie można ustalić, do kogo należały Kozieł II i Wieniawa. Zachodzi podejrzenie, że genealogia przedstawiona przez Antoniego przy nadawaniu tytułu została sfałszowana z wywodem przodków od Jastrzębczyków, stąd znaczące zmiany w herbie Jastrzębiec w polu sercowym.

## Rodzina Karśnickich
Karśniccy (Karszniccy) z Wielkich Karsznic w łęczyckim o przydomku Sasin, którym w osobie Antoniego Karśnickiego nadany został powyższy herb, mieli zaliczać się do Leliwitów i być jednego pochodzenia z Granowskimi (pisali się z Karśnic i z Granowa). W Poczcie szlachty galicyjskiej i bukowińskiej z 1857 nobilitowany Antoni Karśnicki figuruje jako hrabia herbu Leliwa. Jednakże herb w polu sercowym, w połączeniu z odpowiadającym mu klejnotem (klejnot I), wskazują bardziej na herb Jastrzębiec. Kwestia właściwego herbu tej rodziny jest nierozstrzygnięta.

## Herbowni
Herb ten był herbem własnym, więc przysługiwał tylko jednemu rodowi herbownych:
von Karśnice-Karśnicki (Karsznicki).